# Aledo (uva)
La aledo es una uva de mesa típicamente cultivada en el valle del Vinalopó, donde es embolsada para su maduración. Variedad muy resistente por su piel más gruesa, y de recolección tardía (sobre noviembre y diciembre), por lo que suele ser la uva que se toma en Nochevieja. Según la Orden APA/1819/2007, de 13 de junio (BOE del día 21), aledo es una variedad de vid blanca recomendada para la producción de uva de mesa en España.